# From the Very Depths
From the Very Depths es el décimo cuarto álbum de estudio de la banda británica de heavy metal Venom, lanzado por Spinefarm el 25 de enero de 2015.

## Detalles
Este es el segundo trabajo de la banda con el baterista Dante.
Según James Monger de Allmusic.com:
"Decir que, fuera de la presencia de Cronos, la versión 2015 de Venom tiene poco que ver con las leyendas británicas del heavy metal que fueron pioneras del black metal a finales de los 70s y principios de los 80s, es un eufemismo, pero para su crédito, el Venom del siglo XXI logra sonar como entonces [... ] y así lo demuestran cortes destacados como "Rise", "The Death of Rock 'N' Roll", "Stigmata Satanas" y "Long Haired Punks", el último de los cuales es un feroz bombazo al estilo de Motörhead."

## Lista de canciones
| N.º   | Título                       | Escritor(es) | Duración |  |
| 1.    | «Eruptus»                    |              | 1:01     |  |
| 2.    | «From the Very Depths»       |              | 3:54     |  |
| 3.    | «The Death of Rock 'N' Roll» |              | 3:09     |  |
| 4.    | «Smoke»                      |              | 5:01     |  |
| 5.    | «Temptation»                 |              | 3:52     |  |
| 6.    | «Long Haired Punks»          |              | 4:02     |  |
| 7.    | «Stigmata Satanas»           |              | 3:26     |  |
| 8.    | «Crucified»                  |              | 4:06     |  |
| 9.    | «Evil Law»                   |              | 5:03     |  |
| 10.   | «Grinding Teeth»             |              | 4:11     |  |
| 11.   | «Ouverture»                  |              | 1:16     |  |
| 12.   | «Mephistopheles»             |              | 4:06     |  |
| 13.   | «Wings of Valkyrie»          |              | 4:00     |  |
| 14.   | «Rise»                       |              | 4:34     |  |
| 51:41 |                              |              |          |  |

## Integrantes
- Cronos - bajo, voz
- La Rage - guitarra, coros
- Dante - batería, coros